# Dolheștii Mari
Dolheștii Mari – wieś w Rumunii, w okręgu Suczawa, w gminie Dolhești. W 2011 roku liczyła 1610 mieszkańców.